# 低圧バンキング方式
低圧バンキング方式（ていあつばんきんぐほうしき）とは、複数台の変圧器を低圧幹線で並行運転させる電力供給方式である。
現在の日本では、高い信頼性の必要な自家用電気設備の低圧幹線として用いている場合がある。しかし、配電方式としては、ほとんど用いられていない。

## 特徴
- 低圧幹線の分割を工夫することにより、事故・点検時の停電範囲を小さくできる。
- フリッカ障害や電力損失の軽減が可能である。
- 電力需要増加の際、隣接の変圧器の余裕を融通することにより、変圧器総容量の低減が可能である。

- 保護協調が適切でない場合、1台の変圧器が短絡事故などで遮断されると、次々と変圧器が過負荷で遮断され広範囲の停電となるカスケーディングが起こる。